# 符木
符木，又称账目棍，是一种用来记事的工具。通常为木制或骨质，也有石制的（符木），在古代用于代替结绳记事。迄今为止发现的最早的符木是于1937年位于捷克发现的幼狼胫骨，据研究是产生于3万年前的物品。像1960年發現的伊尚戈骨也可能是符木。

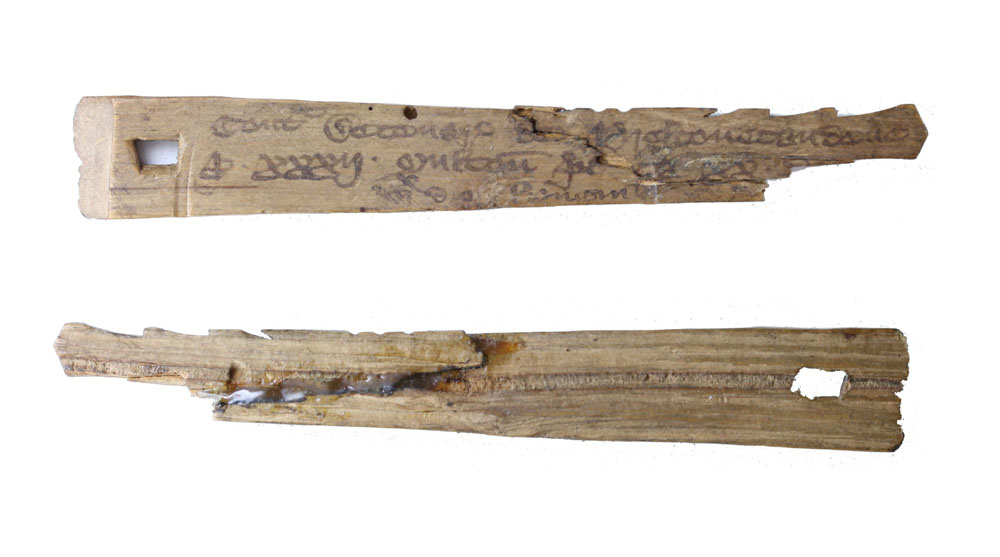
符木